# Poder360
Poder360 é um jornal digital brasileiro de atuação independente, fundado em abril de 2000 pelo jornalista Fernando Rodrigues. Publica diariamente conteúdos relacionados a política, macroeconomia, justiça, negócios e tecnologia. O grupo também controla a PoderData, voltada para pesquisas de opinião e de mercado, e a PoderIdeias, responsável por eventos, conteúdos patrocinados e projetos de comunicação. A equipe de articulistas do veículo inclui nomes ligados ao jornalismo, à política e ao meio acadêmico. Em abril de 2022, contava com 90 funcionários, sendo 66 jornalistas, entre eles Adriano Pires, Alon Feuerwerker, Kakay, Eduardo Cunha, José Dirceu.

## História
Em abril de 2000, o jornalista Fernando Rodrigues, então na Folha de S.Paulo, deu início ao Blog do Fernando Rodrigues, hospedado à época no UOL. O objetivo era escrever sobre assuntos do poder e da política, a partir de Brasília.
Em 22 de novembro de 2016, o blog se converteu no Poder360, que passou a operar de forma independente, tendo como sócios os jornalistas Fernando Rodrigues e Mariângela Gallucci. Depois de várias reformulações, o Poder360 é a operação jornalística nativa digital sobre assuntos do poder e da política mais antiga em atividade contínua na internet brasileira.
Em outubro de 2018, o Poder360 atingiu a marca de 6,4 milhões de visitantes únicos no mês. No mesmo ano, o Poder360 foi escolhido a Mídia Digital do Ano pela Aberje (Associação Brasileira de Comunicação Empresarial). Os jurados disseram que a escolha se deu porque o jornal digital é “a prova de que é possível, sim, fazer jornalismo sério na internet”. Também em 2018, o Poder360 venceu o Prêmio Engenho de melhor site.
Em abril de 2021, o grupo Poder360 anunciou a entrada de um novo sócio, Frederico Trajano, CEO do Magazine Luiza, com 25% de participação acionária.

## Modelo de negócio
O Poder360 tem um modelo de negócio inspirado no Politico.com e estruturado em 4 núcleos de atividades:
1) Poder360
O jornal digital é rentabilizado com a publicação de publicidade.
2) Drive Premium
O Drive é uma newsletter para assinantes corporativos. Conteúdos exclusivos sobre assuntos do poder e da política são enviados por e-mail diariamente para assinantes. O Drive foi lançado em 25 de maio de 2015. São produzidas 3 edições no dia: 6h; por volta do meio-dia e no início da noite.
3) PoderIdeias
Empresa que promove eventos e produz conteúdos patrocinados e projetos especiais de jornalismo e comunicação. A PoderIdeias promove entrevistas, debates, seminários, conferências e encontros para discutir políticas públicas, temas de interesse nacional e local.
Já foram recebidos nos eventos o ex-presidente Michel Temer e o então presidente Jair Bolsonaro; os ex-presidentes do Supremo Tribunal Federal Cármen Lúcia e Dias Toffoli; o ex-presidente da Câmara dos Deputados Rodrigo Maia; o presidente do Senado Federal, Eunício Oliveira; o ex-ministro da Fazenda Henrique Meirelles; o ex-ministro-chefe da Casa Civil Onyx Lorenzoni; e o ex-juiz e ex-ministro da Justiça e Segurança Pública Sergio Moro.
O PoderIdeias coordena a divisão Poder Conteúdo Patrocinado, que produz textos de conteúdo jornalístico e institucionais pagos por parceiros do Poder360.  Uma equipe de projetos especiais produz textos seguindo a orientação de empresas interessadas em veicular suas ideias e conceitos, mas com o padrão e os critérios jornalísticos usados pela área editorial do Poder360.
4) PoderData
É uma empresa de pesquisas de opinião. Foi criada em abril de 2017, com o nome DataPoder360. Passou a se chamar PoderData em 5 de agosto de 2020. A empresa faz levantamentos por meio de ligações para celulares e telefones fixos.
Durante a pandemia de coronavírus foi a única empresa de pesquisas no Brasil a ir a campo a cada duas semanas, coletando dados para formar um minucioso acervo de informações sobre como o brasileiro reagiu à crise sanitária provocada pelo coronavírus.

## Investigações internacionais
O Poder360 participou de investigações internacionais promovidas pelo Consórcio Internacional de Jornalistas Investigativos (ICIJ), como a dos Panama Papers, a dos Bahamas Leaks, a dos Paradise Papers e a do Pandora Papers. O jornalista Fernando Rodrigues faz parte do consórcio.

## Premiações
O Poder360 foi indicado em 2017 à premiação de Melhor Site pelo Prêmio Engenho. O evento reconhece os melhores veículos e profissionais que atuam em Brasília. Em novembro de 2018, o Poder360 foi finalista e vencedor nessa categoria.
O jornal digital também foi premiado na categoria melhor Mídia Digital pela Aberj. O Prêmio Aberje concede a honraria a veículos e empreendimentos de mídia que se destacaram em sua esfera de atuação.

## Projeto Comprova
Nas eleições de 2018, o Poder360 foi um dos participantes do Projeto Comprova. A iniciativa formada por 24 veículos de mídia teve como objetivo aferir a veracidade de notícias compartilhadas durante o período eleitoral. Por 12 semanas, foram publicadas 146 verificações.
Depois de uma etapa de dedicação exclusiva à checagem de informações relacionadas à pandemia da covid-19, o Projeto Comprova iniciou nova fase em junho de 2020. A iniciativa retomou o monitoramento de conteúdos como políticas públicas do governo e eleições municipais de 2020.

## Projeto Credibilidade
O capítulo brasileiro do Trust Project foi lançado em 8 de março de 2019. Trata-se de um consórcio mundial de veículos de mídia que buscam tornar o jornalismo mais transparente e acessível ao público.
A iniciativa reúne indicadores de credibilidade e transparência que permitem verificar se uma empresa de mídia é confiável. A ideia é facilitar que o leitor, num ambiente digital caótico, consiga distinguir jornalismo profissional de qualidade de conteúdos promocionais ou notícias falsas.
O Poder360 é um dos oito jornais e agências de jornalismo que integram o projeto desde a sua chegada ao Brasil. Também participam Agência Lupa, Agência Mural, Folha de S.Paulo, Nexo, O Povo, Jornal do Commercio e Nova Escola. No país, a iniciativa é conduzida em uma parceria entre o Instituto para o Desenvolvimento do Jornalismo (Projor) e a Universidade Estadual Paulista (Unesp).